# Język kambowa
Język kambowa – język austronezyjski używany w prowincji Celebes Południowo-Wschodni w Indonezji. Według danych z 2011 r. posługuje się nim 6 tys. osób.
Jego użytkownicy zamieszkują wschodnie wybrzeże wyspy Buton. Na podstawie dostępnych informacji zidentyfikowano trzy odmiany tego języka: kambowa (dialekt miejscowości Kambowa), pongkowulu (dialekt wsi Pongkowulu, na południe od Kambowa) oraz mata (dialekt wsi Mata, Konde, Lagundi, Morindino, Lahumoko i Bubu). W regionie są używane również inne języki etniczne, w tym języki ludności napływowej (kulisusu, muna, jawajski, bajau).
B.H. Bhurhanuddin (1979) zaliczył kambowa do dialektów pancana. W publikacji Ethnologue zasugerowano związek kambowa z bliskim geograficznie kioko, uznając te dwie postulowane odmiany za jeden język kioko. Według innej opinii (D. Mead) klasyfikacja ta jest mało trafna, a dialekt wsi Kioko wykazuje bliższe pokrewieństwo z północno-wschodnimi dialektami pancana aniżeli z odmianą kambowa.
Doniesienia lokalne z 2012 r. sugerują, że kambowa pozostaje w użyciu w kontaktach domowych, przy czym w przypadku małżeństw mieszanych przeważa język indonezyjski. We wsi Kioko głównym językiem najmłodszej grupy wiekowej stał się język narodowy.
Miejscowa sytuacja językowa nie została dobrze przebadana.